# John Clauser
John Francis Clauser (Pasadena, 1 de dezembro de 1942) é um físico teórico e experimental estadunidense. É conhecido por suas contribuições aos fundamentos da mecânica quântica, em particular a desigualdade Clauser-Horne-Shimony-Holt.
Foi laureado com o Nobel de Física de 2022, juntamente com Alain Aspect e Anton Zeilinger, "pelos experimentos com fótons emaranhados, estabelecendo a violação das desigualdades de Bell e sendo pioneiros na ciência da informação quântica".

## Biografia
Clauser nasceu em Pasadena, Califórnia. Ele recebeu um bacharelado em física do Instituto de Tecnologia da Califórnia em 1964. Ele recebeu um mestrado em física em 1966 e um doutorado em filosofia em física em 1969 pela Universidade Columbia sob a direção de Patrick Thaddeus.
De 1969 a 1996, ele trabalhou principalmente no Laboratório Nacional Lawrence Berkeley, Laboratório Nacional Lawrence Livermore e na Universidade da Califórnia em Berkeley. Em 1972, trabalhando com Stuart Freedman, ele realizou o primeiro teste experimental das previsões do teorema do CHSH-Bell. Esta foi a primeira observação experimental de uma violação de uma desigualdade de Bell.
Em 1974, trabalhando com Michael Horne, ele mostrou pela primeira vez que uma generalização do Teorema de Bell proporciona severas restrições para todas as teorias locais realistas da natureza (também conhecidas como teorias locais objetivas). Esse trabalho introduziu a desigualdade Clauser-Horne (CH) como o primeiro requisito experimental totalmente geral estabelecido pelo realismo local. Ele também introduziu a "suposição de não aumento da CH", onde a desigualdade CH se reduz à desigualdade CHSH, e onde os testes experimentais associados também restringem o realismo local. Também em 1974 ele fez a primeira observação das estatísticas sub-Poissonianas para a luz (através de uma violação da desigualdade de Cauchy-Schwarz para os campos eletromagnéticos clássicos), e assim, pela primeira vez, demonstrou um caráter unívoco de partícula para os fótons. Em 1976 ele realizou o segundo teste experimental mundial das previsões do teorema do CHSH-Bell..
Clauser recebeu o Prêmio Wolf de Física em 2010, juntamente com Alain Aspect e Anton Zeilinger. Os três também receberam conjuntamente o Prêmio Nobel de Física em 2022.

#### Negacionismo Climático
Clauser, depois de ter ganhado do prêmio Nobel em Física em 2022, começou a negar o aquecimento global, apesar da evidência científica disponível e o consenso já estabelecido. Por nunca ter publicado artigos na área de ciências climáticas, suas opiniões são consideradas pseudocientíficas.